# Île de Lewis

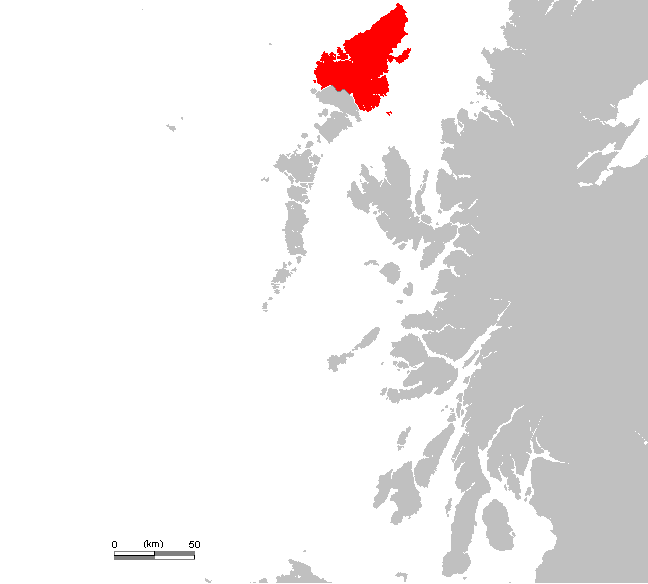
Carte de localisation de Lewis au sein des Hébrides.

Pour les articles homonymes, voir Lewis.
L'île de Lewis, en gaélique écossais Eilean Leòdhais, ou Lewis, en écossais Leòdhas, est la partie nord de l'île de Lewis et Harris, la plus grande île de l'archipel des Hébrides extérieures, en Écosse. La partie méridionale de l'île s'appelle Harris (Na Hearadh). Ces deux parties ne forment qu'une seule île, mais sont considérées par les Écossais comme deux îles distinctes, « île de Lewis » et « île de Harris ». Lewis est la partie la moins élevée de cette île, Harris étant plus montagneuse. Les terrains divers de Lewis accueillent un assortiment riche de flore et faune, telle que l'aigle royal, le cerf élaphe et le phoque.
Lewis garde une tradition presbytérienne avec une riche histoire, après avoir fait partie il y a plusieurs siècles du royaume de Man et des Îles (sous contrôle de la Norvège). Aujourd'hui, la vie y est très différente par rapport au reste de l'Écosse avec l'observance du sabbat chrétien, l'usage de la langue gaélique et l'exploitation plus importante qu'ailleurs de la tourbe. Lewis dispose d'un patrimoine riche de mythes et légendes, mais aussi de traditions littéraires et musicales.

## Géographie

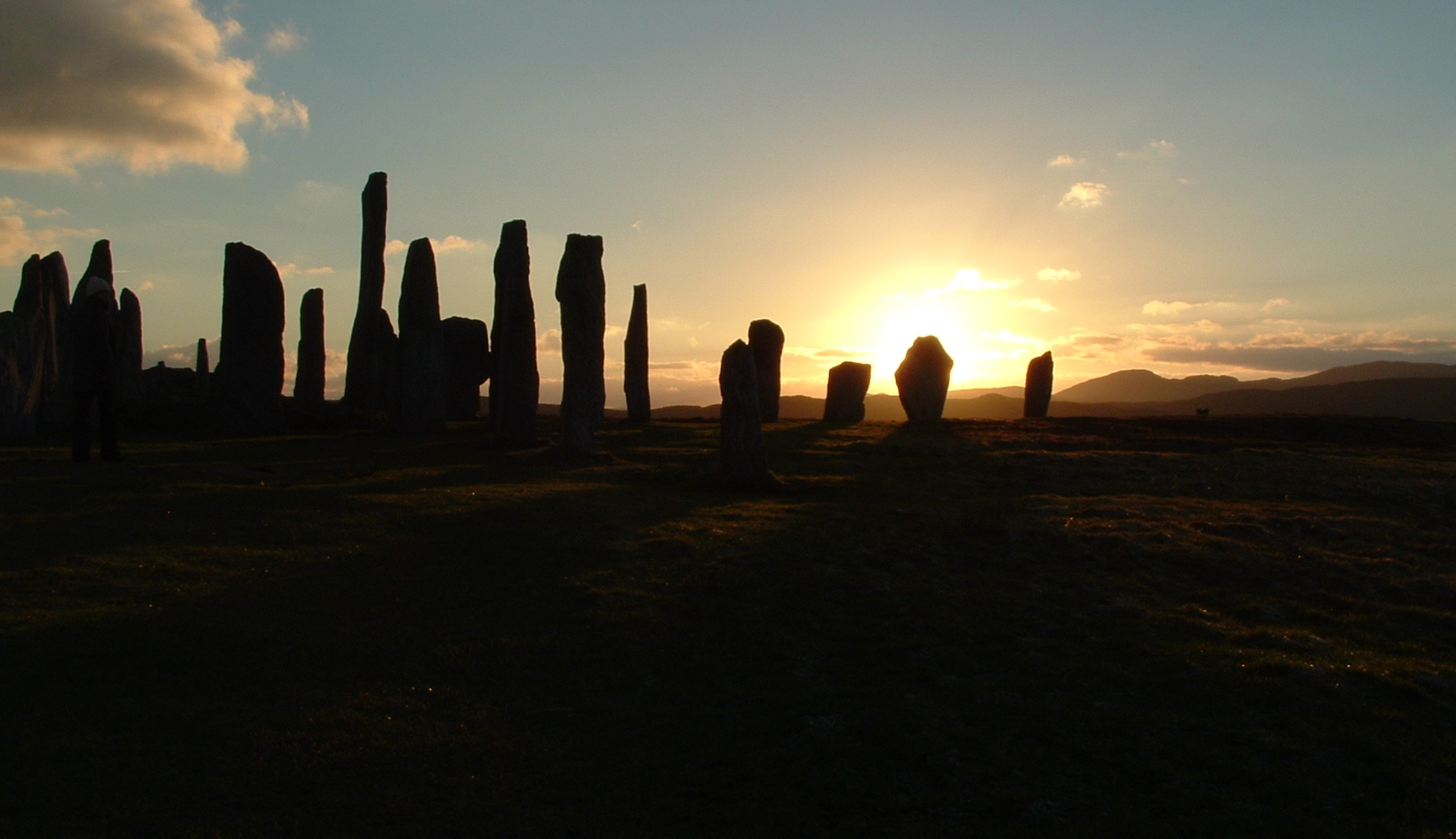
Menhirs de Calanais sur Lewis.

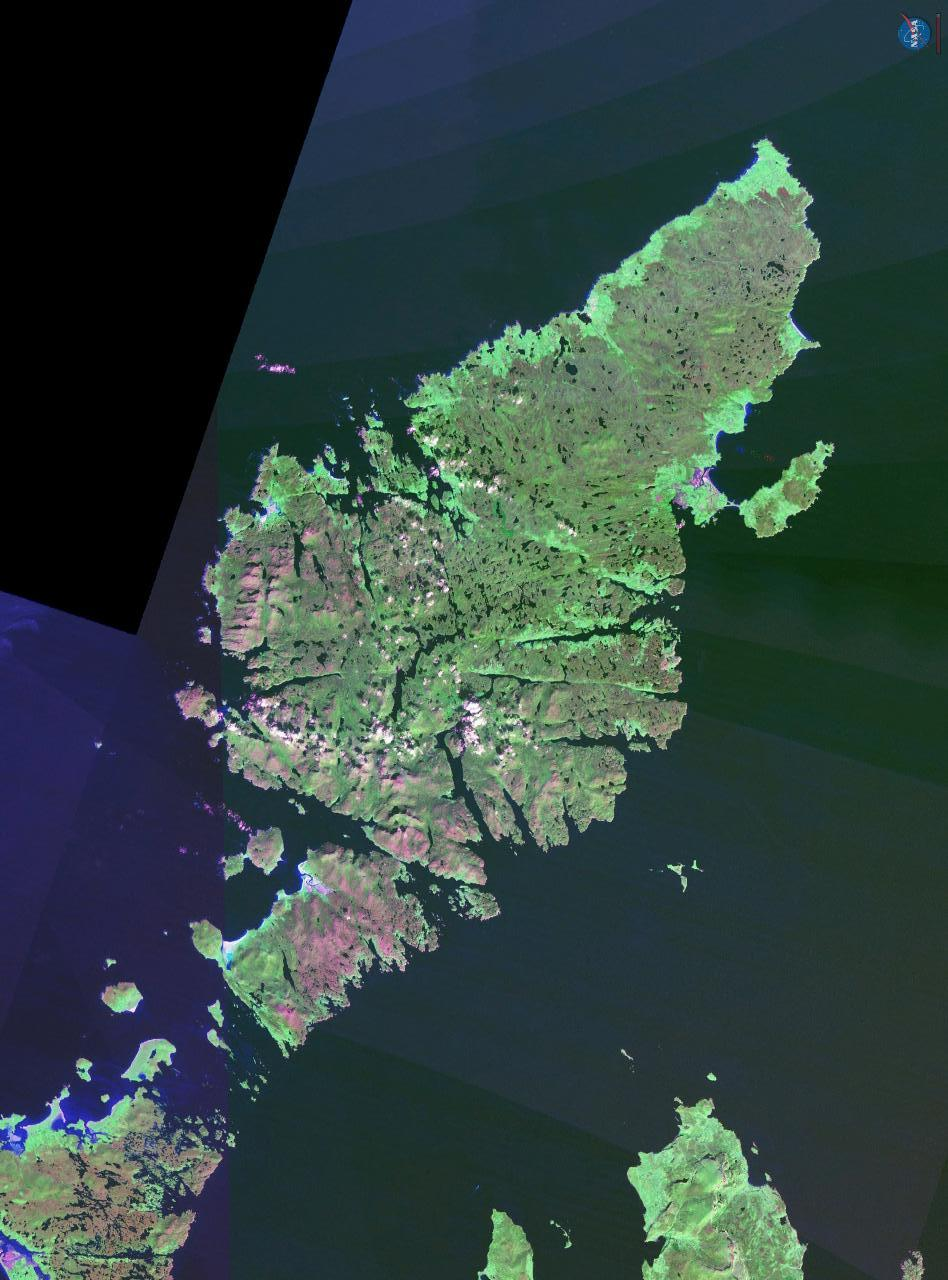
Image satellite de Lewis et Harris.

### Topographie
L'intérieur de l'île est couvert de landes et de tourbières qui fournissaient du combustible, pratique devenue plus rare aujourd'hui. La partie méridionale de l'île est plus montagneuse et jalonnée de lacs intérieurs. L'île de Great Bernera, dans le district de Uig, est reliée à Lewis par un pont depuis 1953.
Les côtes très découpées forment de nombreux bras de mer et péninsules.
Le paysage de Lewis passe de la lande avec ses lochs d'eau douce dans le Nord de l'île aux paysages plus montagneux de la région de Uig. La côte est rocheuse et accidentée, les falaises alternant avec les machairs ou les plages de sable doré. L'île se compose principalement de gneiss, mais on trouve aussi du granite près de Carloway, de petites veines intrusives de basalte près de Gress ainsi que dans la péninsule d'Eye et du grès de Torridonian à Stornoway, Tong, Vatskir et Carloway.
Contrairement à Harris, Lewis est une île relativement plate, à l'exception du Sud-Est, où le Ben More atteint 571 mètres et du Sud-Ouest où le Mealasbhal (574 mètres ) est le point culminant. Il n'y a que onze sommets de plus de 330 mètres. 
Les principaux caps sont le promontoire de Lewis, dans l'extrême Nord, où la falaise s'élève à près 45 mètres de hauteur et dont le phare est visible à plus de trente kilomètres, la pointe de Tolsta et les caps de Tiumpan et de Cabag dans l'Est, la pointe de Renish, dans le Sud et, à l'ouest, les caps Toe et Gallon.

### Paroisses et districts
Il y a quatre paroisses à Lewis : Barvas (Barabhas), Lochs (na Lochan), Stornoway (Steòrnabhagh), et Uig (Uig), d'après lesquelles on nommait les districts de l'île. Le district de Carloway (d'après le village du même nom), qui autrefois faisait partie des paroisses de Lochs et de Uig, est devenu un district civil en 1859.
Les districts de Lewis sont aujourd'hui Ness (Nis), Carloway (Càrlabhagh), Back, Lochs (Na Lochan), Park (A' Phàirc), Point (An Rubha), Stornoway et Uig. Ces appellations sont traditionnelles et utilisées de jour à jour par les gens de Lewis. Pour l'état civil, Lochs (Na Lochan) est désormais séparé en Lochs du Nord (Na Lochan a Tuath) et Lochs du Sud (Na Lochan a Deas).
Le West Side (Côte ouest) est une appellation officieuse pour désigner la zone incluant les villages de Arnol à Shawbost (Siabost).
On raconte que l'emplacement du mémorial de la Première Guerre mondiale érigé en 1924 fut choisi au-dessus de Stornoway, afin que sa tour puisse être visible d'au moins un endroit dans chacune des quatre paroisses. On peut donc dire que l'on peut admirer toutes les paroisses de Lewis à partir du sommet du mémorial.
Liste non exhaustive des villages de chaque district :
| District           | Village                                                                                                   |
| ------------------ | --- |
| Back               | Back, Coll, Gress, North Tolsta, Tong                                                                     |
| Ness               | Habost, Port of Ness                                                                                      |
| North Lochs        | Balallan, Crossbost, Leurbost                                                                             |
| Park (South Lochs) | Gravir |
| Point              | Aird, Aignish, Flesherin, Lower Bayble, Portnaguran, Portvoller, Upper Bayble                             |
| Uig                | Cliff, Kneep, Timsgarry, Valtos                                                                           |
| West Side          | Arnol, Ballantrushal, Barvas, Bragar, Breasclete, Brue, Calanais, Carloway, Garenin, Garynahine, Shawbost |
| Stornoway          | Laxdale, Parkend, Plasterfield, Sandwick                                                                  |

### Climat
| Moyenne / Mois                                                                                                | An     | Jan    | Fév   | Mar    | Avr    | Mai    | Jun    | Jul    | Aou    | Sép    | Oct    | Nov    | Déc    |
| --- | ------ | ------ | ----- | ------ | ------ | ------ | ------ | ------ | ------ | ------ | ------ | ------ | ------ |
| Température maximum (°C)                                                                                      | 11     | 7      | 7     | 8      | 10     | 12     | 14     | 16     | 16     | 14     | 12     | 9      | 7      |
| Température minimum (°C)                                                                                      | 5      | 2      | 2     | 2      | 3      | 6      | 8      | 10     | 10     | 8      | 6      | 4      | 2      |
| Journées givrées                                                                                              | 2,88   | 7,22   | 7,01  | 6,52   | 2,62   | 0,56   | 0,01   | 0,00   | 0,00   | 0,02   | 0,86   | 3,48   | 6,30   |
| Pluie (mm) | 99,74  | 134,41 | 98,48 | 93,86  | 72,70  | 61,86  | 64,89  | 74,21  | 89,63  | 106,44 | 132,21 | 132,37 | 135,78 |
| Heures de Soleil                                                                                              | 101,94 | 34,46  | 63,43 | 104,85 | 147,07 | 192,18 | 166,44 | 127,94 | 132,57 | 106,63 | 77,19  | 44,26  | 26,21  |
| Les températures sont des moyennes pour le mois; les autres chiffres sont des moyennes des sommes mensuelles. |        |        |       |        |        |        |        |        |        |        |        |        |        |
| Source: \| Met Office (anglais) (Data janvier 1874-novembre 2006)                                             |        |        |       |        |        |        |        |        |        |        |        |        |        |

## Histoire

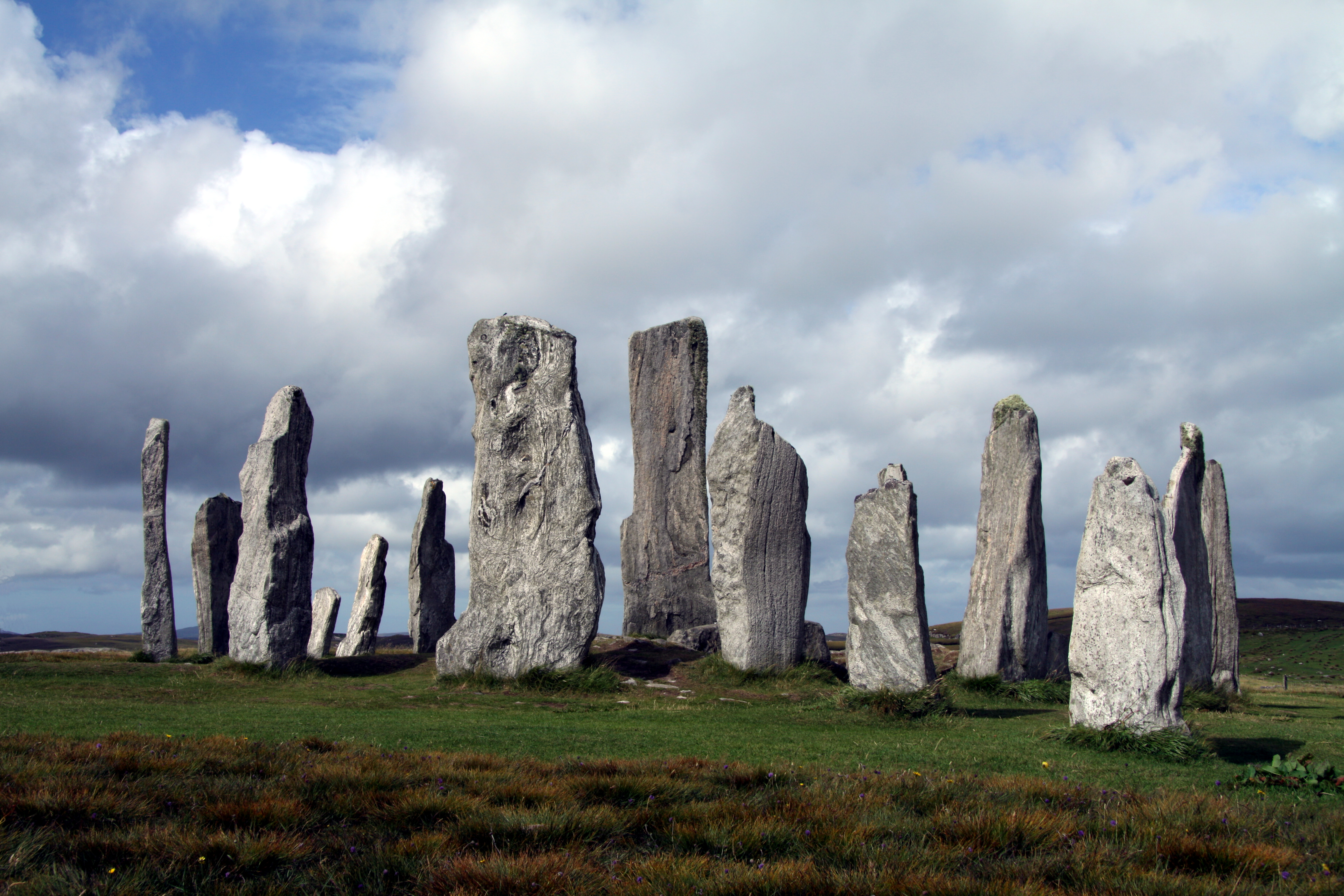
Cromlech de Callanish, à proximité du village éponyme.

Les sites préhistoriques comprennent les menhirs de Callanish et le monolithe de Clach an Truiseil (en).
Les sites historiques comprennent notamment l'église de Teampull Mholuaidh construite au XIIIe siècle, les falaises de Butt of Lewis (en) et leur phare, l'église Saint-Colomba à Aignis et le fort de Dun Carloway. Un jeu d'échecs a été découvert en 1831 dans les dunes de la plage de Uig (en) ; le jeu d'échecs de Lewis est un ensemble complet de pièces d'échecs datant du XIIe siècle.
Une partie des noms de lieux proviennent du vieux norrois, ainsi Leòdhas (Lewis) vient de Ljóðhús.
Au début du XXe siècle, hormis dans la ville principale de Stornoway, une grande partie de la population vivait toujours dans les black houses (« maisons noires ») construites en pierres et en chaume. À Garenin on peut trouver un village constitué de black houses habitées jusque dans les années 1970, dont une auberge de jeunesse.
En 1919, Lewis vécut le pire drame de son histoire : de retour de la Première Guerre mondiale, le Iolaire est coulé dans la rade de Stornoway faisant plus de 200 victimes, principalement des marins retournant dans leurs familles.

## Économie

### Agriculture

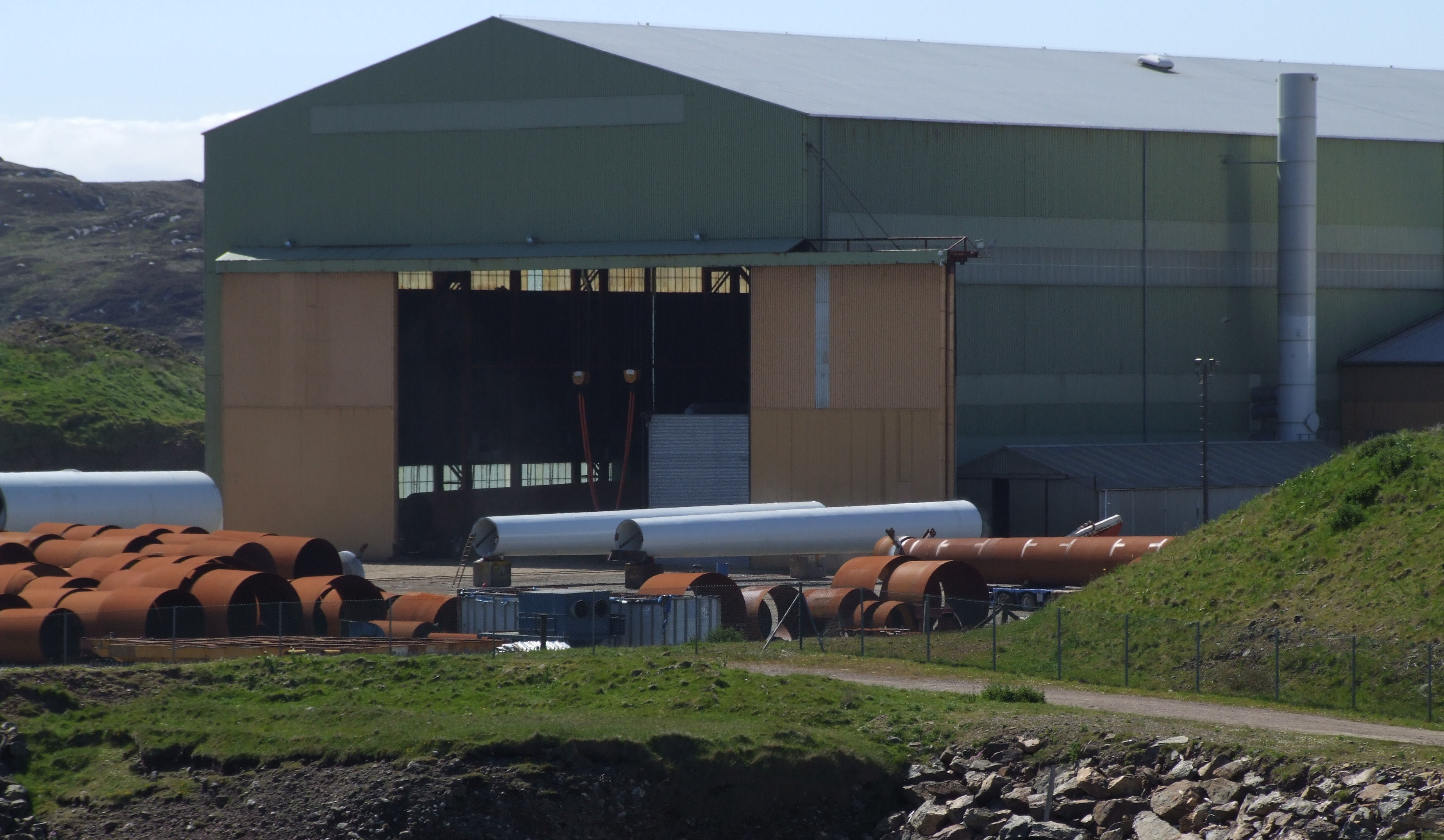
Arnish Industrial Estate

L'agriculture a perdu son importance historique dans l'île. Cependant, il existe toujours quelques grandes fermes (dans les alentours de Stornoway) et plusieurs petits crofts dans les villages. Les crofts sont de petites fermes, surtout destinées à l'élevage des moutons ou du bétail. Dans les villages, presque chaque maison est située à l'emplacement d'un croft, mais il y a aussi à côté du village un terrain plus vaste où tous les crofters ont le droit de mettre leur bétail en pâture.
La flotte de pêche est aujourd'hui bien plus réduite qu'autrefois.

### Industrie
Traditionnellement, les crofters fabriquaient du tweed à Lewis. Le Harris Tweed est traditionnellement filé, tissé et coloré à la main par des crofters dans les Hébrides extérieures. Mais aujourd'hui, le tweed est filé par des machines et coloré dans de grosses cuves. Seul le tissage est effectué chez les crofters. L'appellation "Harris tweed" est protégée par loi. L'industrie du tweed subit régulièrement les aléas des cycles économiques. Elle a parfois été en danger de s'éteindre.
La zone industrielle d'Arnish fut développée dans les années 1970 pour fabriquer les piliers des plates-formes pétrolières. Afin de faire face aux crises régulières dans l'industrie pétrolière dans la mer du Nord, Arnish se tourne vers l'énergie renouvelable avec la fabrication de turbines d'éolienne.
Près de Carloway se trouve une usine pharmaceutique.

### Services
Les collectivités territoriales sont les plus importants employeurs de l'île de Lewis.
Il existe à Stornoway plusieurs grands magasins. En dehors de Stornoway, beaucoup de villages possèdent un petit magasin (souvent aussi un bureau de poste). Dans quelques autres villages, en plus du seul magasin, on trouve  des magasins spécialisés comme des pharmacies ou des postes d'essence.

### Transport

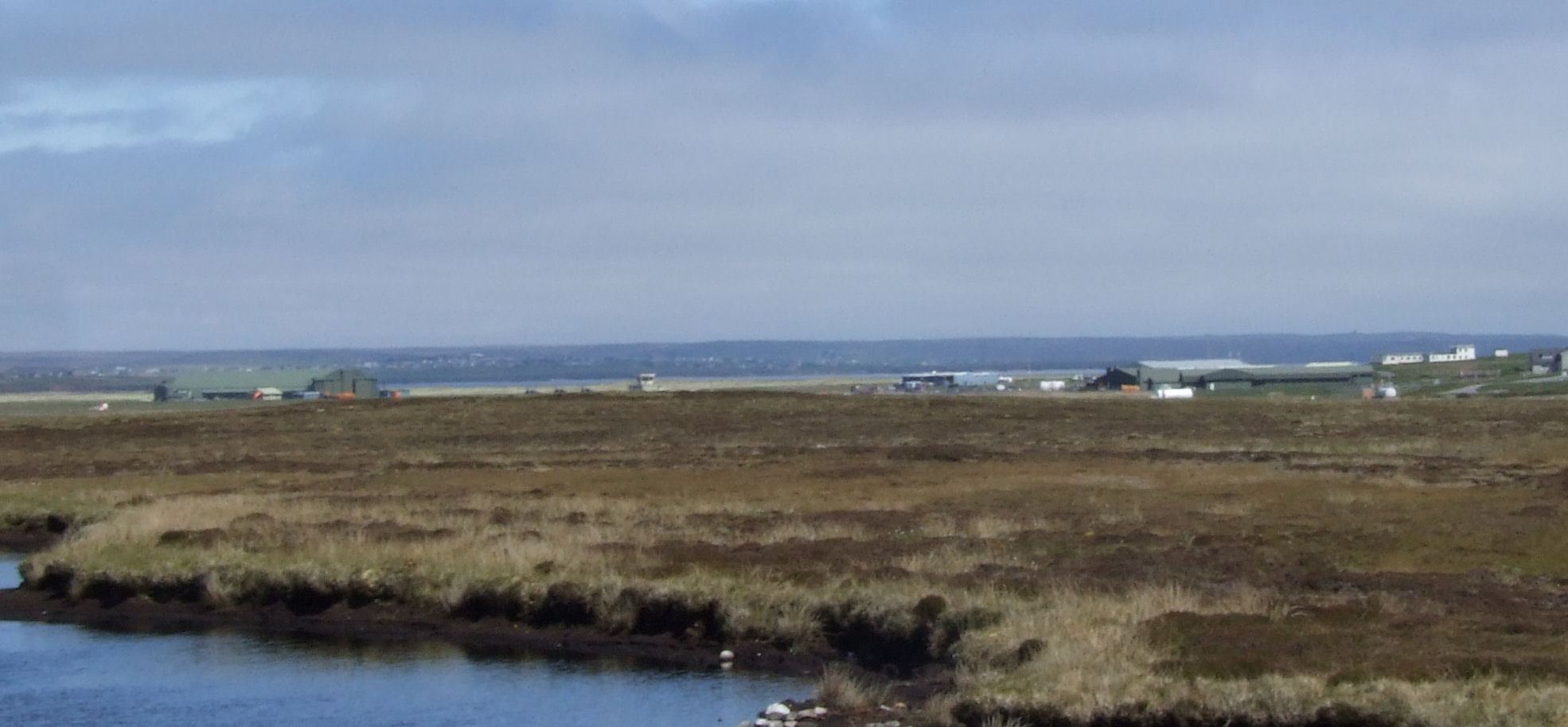
Aéroport de Stornoway, autrefois base de l'OTAN

Un ferry de la Caledonian MacBrayne fait le voyage entre Stornoway et Ullapool quotidiennement. En moyenne, il y a deux allers-retours chaque jour de 2 heures et 50 minutes entre Lewis et le continent écossais. Un second navire fait le voyage tôt le matin avec la plupart des camions de fret de l'île. D'autres bacs, voyageant depuis Harris sont facilement accessibles pour aller à Skye ou Uist.
Stornoway est le centre du réseau de transport à Lewis avec des routes d'autocars vers Point, Ness, Back, Tolsta, Uig, West Side, Lochs et Harris. Les autobus sont principalement des services municipaux, mais il existe aussi des bus privés.
L'aéroport de Stornoway se trouve à 3 km de la ville, à côté du village de Melbost. Depuis l'aéroport, on peut se rendre à Aberdeen, Benbecula, Édimbourg, Inverness et Glasgow par Loganair (franchise de British Airways), Eastern Airways et Highland Airways. L'aéroport sert également pour un hélicoptère HM Coastguard Search & Rescue (garde-côte) et fut autrefois une base de l'OTAN (RAF Stornoway).

## Démographie

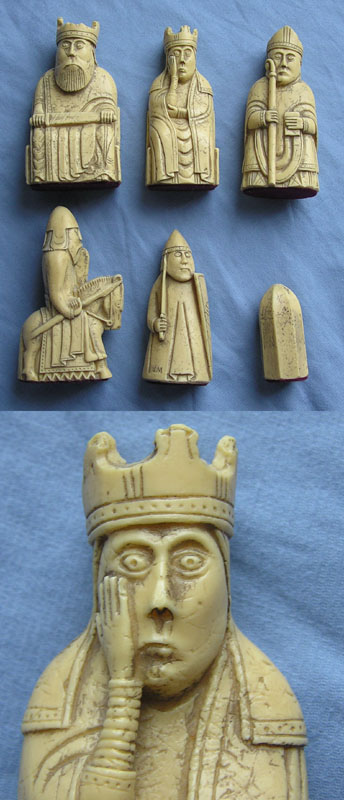
Figurines de Lewis, jeu d'échec du XIIe siècle

La seule ville de Lewis et dans toutes les Hébrides extérieures, est Stornoway. D'après le recensement de 2001, Lewis a une population permanente de 16 872 habitants. Proches de la mer, les villages de l'île sont particulièrement concentrés sur la côte nord-est.
À Lewis, la langue officielle est l'anglais comme dans le reste du Royaume-Uni. Cependant la plupart des enseignes sont en gaélique écossais et beaucoup d'habitants (60 %) parlent couramment encore cette langue. Toutefois, la grande majorité des habitants sont bilingues et certains mélangent les deux langues dans la même phrase ce qui donne un accent particulier aux habitants de Lewis.
La majorité des villages sont concentrés sur la côte sud-est de l'île et les habitants vivent de la pêche, du tourisme, de la fabrication du tweed et d'un peu d'agriculture.
Les habitants sont protestants et observent le sabbat chrétien avec fermeture de tous les magasins et entreprises.

## Dans la culture
L'action de L'Ombre d'un mensonge (Bouli Lanners, 2021) se déroule entièrement sur l'île, où l'on découvre ses paysages, et les mœurs de la communauté presbytérienne.
L'action de la Trilogie écossaise policière de l'écrivain écossais continental Peter May (1951-) se déroule sur l'île et les îlots : L'Île des chasseurs d'oiseaux (2009), L'Homme de Lewis (2011), Le Braconnier du lac perdu (2012).
Le poète irlandais David Wheatley (1970-) lui consacre quelques poèmes de A Nest on the Waves (2010).